# Croix de Domblans
La croix de Domblans est une croix situé à Domblans, en France.

## Généralités
La croix est située dans le cimetière de Domblans, dans le département du Jura, en région Bourgogne-Franche-Comté, en France.

## Historique
La croix est datée de 1713.
Elle est classée au titre des monuments historiques par arrêté du 26 décembre 1906.

## Description
Construite en calcaire et pierre de taille, elle a une hauteur d'environ 7 mètres. Au niveau iconographique, elle possède une figuration d'un Christ en croix, de la Vierge, ainsi que des armoiries. Elle possède également une dédicace gravée sur plusieurs lignes : 

« EX EVOTIONE DOMINI / CLAUDII UVILLEMEAUX / PAROCCHI DE DOMBLANS ; DIE EXALTIONIS / SANCTAE CRUCIS 14/SEPTEMBRIS ANNI / 1713 »